# Warden Peak
Warden Peak är en bergstopp i Kanada.   Den ligger i provinsen British Columbia, i den sydvästra delen av landet, 3 700 km väster om huvudstaden Ottawa. Toppen på Warden Peak är 1 970 meter över havet.
Terrängen runt Warden Peak är huvudsakligen lite bergig.Trakten runt Warden Peak är nära nog obefolkad, med mindre än två invånare per kvadratkilometer.. Det finns inga samhällen i närheten.
I omgivningarna runt Warden Peak växer i huvudsak barrskog.